# الدوري الإيطالي 1926–27
الدوري الإيطالي الدرجة الأولى 1926-27 (بالإيطالية: Divisione Nazionale 1926-1927)‏ هو الموسم 27 من  الدوري الإيطالي الدرجة الأولى. أقيم خلال الفترة 3 أكتوبر 1926 وحتى 10 يوليو 1927، وكان عدد الأندية المشاركة فيه  20، وفاز فيه نادي تورينو.
ترتيب الهدافين:
1 النمسا أنطون بولني إنترناسيونالي 22
2 الأرجنتين إيطاليا خوليو ليبوناتي تورينو 21
3 إيطاليا جينو روسيتي تورينو 19
4 إيطاليا أنطونيو فوجاك يوفنتوس 16

## نتائج الدوري
1. يوفنتوس 18 12 3 3 44 10 +34 27 تأهل إلى النهائيات1-3
2. إنترناسيونالي 18 12 3 3 49 22 +27 27
3- جنوى 18 10 4 4 37 15 +22 24
4. Casale 18 9 3 6 24 22 +2 21
5. برو فيرتشيلي 18 7 6 5 27 22 +5 20
6- مودينا 18 6 6 6 21 27-6 18
7- بريشيا 18 6 3 9 28 35-715
7- هيلاس فيرونا 18 6 3 9 19 35-16
9. ألبا أودياس روما [1] 18 5 2 11 25 32-7 12 تم حلها
10. نابولي
مجموعة ب
1. تورينو 18 12 2 4 52 25 +27 26 تأهل إلى النهائيات1-3 2. ميلان 18 11 2 5 41 27 +14 24 2- بولونيا 18 11 2 5 38 26 +12 24 4- اليساندريا 18 9 3 6 42 24 +18 21 5. ليفورنو 18 9 2 7 32 28 +4 20 5- سامبيردارنيز [4] 18 9 2 7 31 36 -5 20 7- بادوفا 18 7 1 10 29 44-15 15 8. أندريا دوريا [4] 18 5 3 10 16 31-15 13 حُلّت 9. كريمونيزي 18 6 0 12 19 35 -16 12
النهائيات
1. تورينو 10 7 0 3 17 15 +2 14 البطل [5]
2- بولونيا 10 5 2 3 14 6 +812
3. يوفنتوس 10 5 1 4 24 13 +11 11
4- جنوة 10 4 1 5 15 21-6 9
5- إنترناسيونالي 10 3 2 5 13 16 -3 8
6- ميلان 10 2 2 6 13 25-12 6